# Бай Миньчжун
Бай Миньчжу́н (кит. упр. 白敏中, пиньинь Bai Minzhong), взрослое имя Юнхуэй (кит. упр. 用诲, пиньинь Yonghui) (кит. упр. 太原丑公; 792, Пинчжоу, Тан — 862, Баоцзи, Тан) — чиновник времён династии Тан, канцлер в период правления императора Сюань Цзуна и его сына императора И Цзуна. Троюродный брат известного поэта Бо Цзюйи.

## Биография
Бай Миньчжун родился в 792 году, во время правления императора Дэ-цзуна. Его семья была родом из города Тайюань и вела свою родословную от известного военачальника Бай Ци, жившего во времена государства Цинь, но отслеживаемая часть родословной велась от Бай Цзяня, чиновника в Северной Чжоу. Его дед Бай Линь служил на военной должности в округе Ян (современный Янчжоу в провинции Цзянсу). Отец будущего канцлера, Бай Цзикан был чиновником в уездном магистрате. Бай Линь и Бай Хуан, дед поэта Бо Цзюйи, были сыновьями Бай Вэня, следовательно Бай Миньчжун и Бо Цзюйи приходились друг другу троюродными братьями.
Бай Миньчжун рано потерял отца. Заботы о нём легли на плечи старших родственников-мужчин. В 821—824 годах при императоре Дэ-цзуне сдал имперские экзамены на учёную степень цзиньши, и впоследствии служил при военном губернаторе генерале Ли Тине. Позднее занимал должность дали пинши, то есть судьи Верховного суда. В 833 году, во время правления императора Вэнь-цзуна, умерла мать Бай Миньчжуна, после чего он оставил государственную службу и поселился в Сягуе (в современном Вэйнане в провинции Шэньси).
В 841—846 годах при императоре У-цзуне Бай Миньчжун вернулся на государственную службу, получив место имперского цензора с пребыванием в восточной столице Лоян. Вскоре после этого, он был отозван в Чанъань в качестве чиновника нижней ступени в Министерство переписи.
При императоре У-цзуне канцлером был Ли Дэюй. Император давно восхищался поэтом Бо Цзюйи и хотел назначить его новым канцлером. Он спросил об этом мнение Ли Дэюя. Великий поэт был стар и болен, поэтому канцлер рекомендовал императору назначит своим преемником Бай Миньчжуна, указав на наличие у него опыта государственной службы и несомненного литературного таланта. В 842 году Бай Миньчжун был введён в состав Академии Ханьлинь. После он стал чиновником Чжуншушэна (правительственной канцелярии). Затем поставлен заместителем главы военного ведомства и начальником Академии Ханьлинь.
В 846 году при императоре Сюань-цзуне, Бай Миньчжун получил титул Тайюань цзюнь-гун (太原郡公). В 852 году император отослал из столицы Ли Дэюя и назначил его канцлером. Исполнял обязанности канцлера до 861 года, часто совмещая их с другими должностями. Умер в 862 году в Баоцзи во время правления императора И-цзуна.

## Ссылка
- Patricia Buckley Ebrey. Chinese Civilization Архивная копия от 21 февраля 2014 на Wayback Machine  (англ.)